# Белый, Владимир Васильевич (горный инженер)
Белый Владимир Васильевич (24 февраля 1926, Торецк — 3 февраля 2007, Москва) — советский горный инженер, создатель специализированной системы шахтостроительства на Донбассе и по всему СССР, первый заместитель министра угольной промышленности СССР (с 1973 года).

## Биография
Родился 24 февраля 1926 года в посёлке Щербиновского рудника (ныне город Торецк) Донецкой области в шахтерской семье. В июне 1944 года был направлен на подготовительные курсы в Донецкий индустриальный институт. В 1949 году успешно окончил институт.
В апреле 1952 года его назначают начальником производственного отдела строительства шахты «Красный Профинтерн». Это назначение стало отправной точкой профессиональной деятельности Владимира Белого — он становится организатором шахтостроительного производства.
В 1951 году приказом министра угольной промышленности ему было присвоено персональное звание горного инженера III ранга. В 1953 году Владимир Белый был назначен главным инженером шахтостроительного управления № 1 треста «Артемшахтострой», а в 1955 году — начальником шахтостроительного управления № 3.
В этот период в Донбасси развернулось масштабное строительство шахт, каждая с годовой производственной мощностью по 350-400 тысяч тонн угля. В июне 1959 года горный инженер Владимир Васильевич Белый назначается управляющим трестом «Макеевшахтострой».
В январе 1966 году Белый назначается начальником комбината «Донецкшахтострой». Владимир Васильевич активно поддержал идею со скоростного строительства глубокой и мощной шахты в Донбассе — «Красноармейская-Капитальная» мощностью 4,0 миллиона тонны угля на год и проявил инициативу по организации ее строительства в нормативные сроки. И первая очередь этой шахты была введена в эксплуатацию в 1972 году под наименованием «Шахта имени Стаханова».
В 1969 году Владимира Васильевича переводят в высшую сферу руководства строительством шахт — заместителем министра, а вскоре первым заместителем министра Минтяжстроя УССР, а с 1973 года он первый заместитель министра угольной промышленности СССР.
Организатор крупномасштабного строительства практически во всех отраслях промышленности Советского Союза: строительство в УССР станы «3600» на Ждановском металлургической комбинате, Харцызского трубного завода, объектов завода «Южмаш», Лисичанского нефтеперерабатывающего завода, крупнейших шахт в Донбассе: Шахта «Комсомолец Донбасса», «Прогресс», «Шахтерская-Глубокая», Южно-Донбасская № 1 и других. В РСФСР - строительство крупнейших угольных разрезов «Богатырь», «Бородинский», «Назаровский» и «Березовский» в Канско-Ачинском бассейне. «Восточный» в Экибастузе, Казахской ССР.
На всех этапах трудовой деятельности.  Белый — инициатор ряда новых идей и разработок, его считают отцом создания специализированной системы шахтостроительства в СССР, главным идеологом создания и широкомасштабного применения передвижного проходческого оборудования для оснащения стволов к проходке.
Находясь на пенсии и живя в Москве, Владимир Васильевич активно участвует в работе общества «Землячество Донбасса».
Владимир Васильевич Белый после тяжелой болезни скончался в Москве в декабре 2007 года. По его завещанию похоронен в городе Торецк.

## Награды
- Три ордена Трудового Красного Знамени
- Знак «Шахтёрская слава» 3 степеней
- Премия Совета Министров СССР
- Почётная грамота Президиума Верховного Совета
- Почётная грамота Кабинета Министров Украины  (6 мая 2001 года) — за значительный вклад в развитие и укрепление экономических связей Российской Федерации и Украины, моральную и материальную поддержку выходцев из Донецкой и Луганской областей, популяризацию достижений украинской науки, техники и культуры[1]
- Почётная грамота Верховной Рады Украины
- Владимир Васильевич награжден правительственными наградами Болгарии, Венгрии, Монголии, Румынии, Чехословакии
- Решением исполкома Торецкого городского совета депутатов № 331 от 2 сентября 2004 года Владимиру Васильевичу Белому присвоено звание «Почётный гражданин Дзержинска»